# Luther (nome)
Luther  è un nome proprio di persona inglese maschile.

## Origine e diffusione

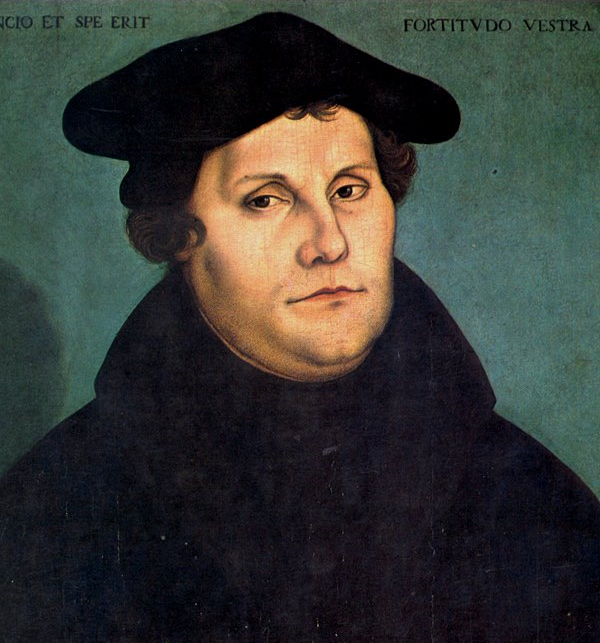
Martin Lutero in un ritratto di Lucas Cranach

È una ripresa del cognome tedesco Luther, a sua volte derivante dal nome proprio Lotario.
Il cognome era portato da Martin Lutero, in onore del quale, in ambiti protestanti, è cominciato il suo uso come nome proprio.

## Onomastico
Il nome è adespota, non essendoci santi così chiamati, e l'onomastico può quindi essere festeggiato il 1º novembre per la festa di Ognissanti. Vista l'origine, è anche possibile festeggiarlo lo stesso giorno del nome Lotario.

## Persone

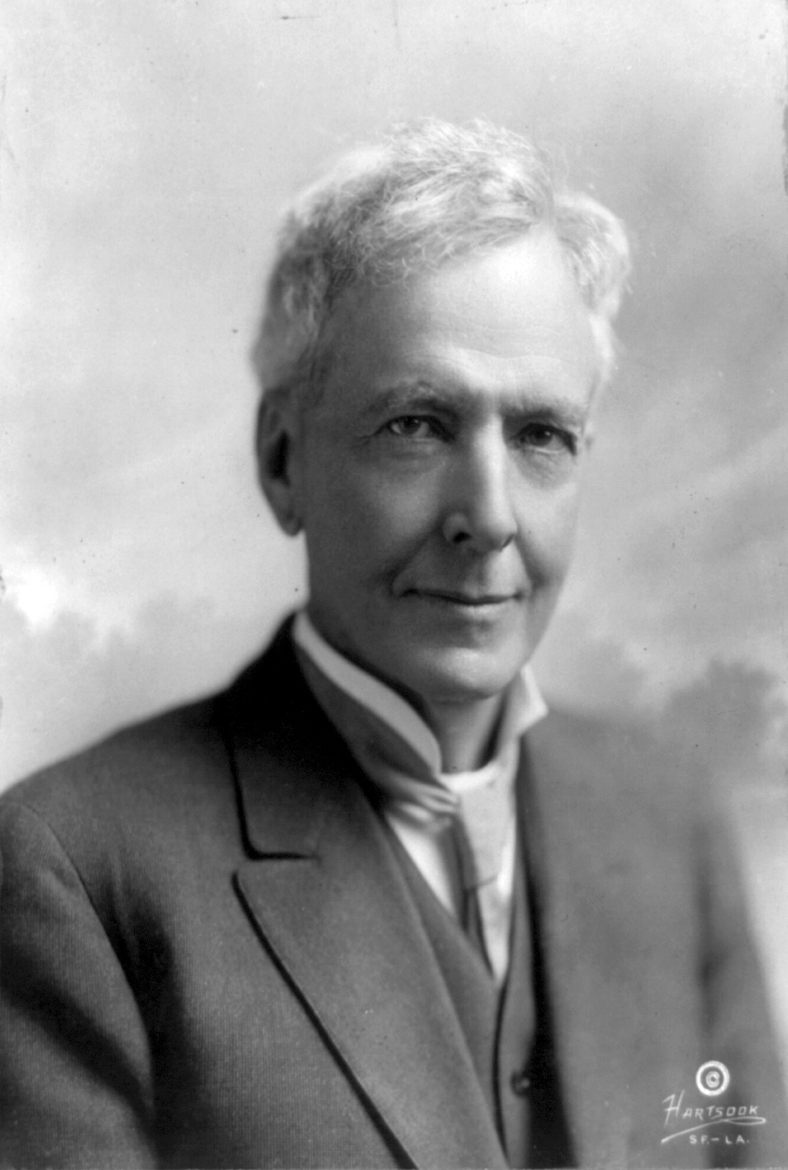
Luther Burbank

- Luther Adler, attore e regista teatrale statunitense
- Luther Allison, chitarrista statunitense
- Luther Loide Blissett, calciatore e allenatore di calcio britannico
- Luther Burbank, botanico e orticultore statunitense
- Luther Evans, politologo statunitense
- Luther Green, cestista statunitense
- Luther Gulick, insegnante e dirigente sportivo statunitense
- Luther Head, cestista statunitense
- Martin Luther King, pastore protestante, politico e attivista statunitense
- Luther Perkins, chitarrista statunitense
- Luther Rackley, cestista statunitense
- Luther Reed, sceneggiatore e regista statunitense
- Luther Vandross, cantante statunitense
- Luther von Braunschweig, Gran Maestro dell'Ordine teutonico
- Luther Wright, cestista statunitense

## Il nome nelle arti
- Luther Blissett è uno pseudonimo che veniva utilizzato da una grande quantità di persone e gruppi di persone durante gli anni novanta.
- Luther West è un personaggio della serie Resident Evil.